# Корницел (Бихор)
Корницел (рум. Cornițel) насеље је у Румунији у округу Бихор у општини Бород. Oпштина се налази на надморској висини од 368 m.

## Становништво
Према подацима из 2002. године у насељу је живело 585 становника, од којих су сви румунске националности.